# Śródmieście (Danzica)
Śródmieście (in tedesco: Stadtmitte) è una frazione di Danzica, situata nella parte centro-orientale della città.